# Dasineura trifolii
Dasineura trifolii är en tvåvingeart som först beskrevs av Friedrich Hermann Loew 1874.  Dasineura trifolii ingår i släktet Dasineura och familjen gallmyggor. Inga underarter finns listade i Catalogue of Life.